# Lunar 100

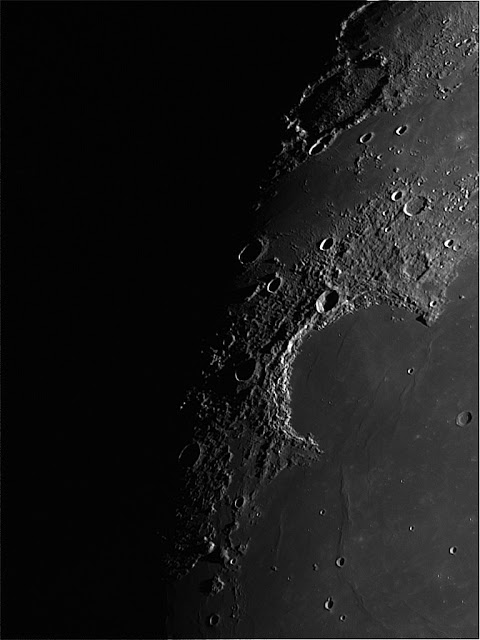
L14 Sinus Iridum

Le Lunar 100 (L100) est une liste d'une centaine des caractéristiques les plus intéressantes à observer sur la Lune. La liste a été écrite pour la première fois par Charles A. Wood dans l'article The Lunar 100 dans Sky & Telescope magazine, avril 2004.
Avec cette sélection, Wood a tenté de donner aux amateurs d'astronomie une liste similaire au Catalogue de Messier des objets du ciel profond, mais d'un objet plus familier, la Lune. Les objets répertoriés comprennent des cratères, des mers, des montagnes et d'autres caractéristiques, et sont classés par ordre croissant de difficulté d'observation. La Lune est L1; L2 est la lumière cendrée; L3 est le contraste entre les mers sombres et les hautes terres plus claires. À partir de L4, nous avons des caractéristiques géologiques, telles que des cratères (Tycho, L6), des vallées (Vallée de Schröter, L17) et des montagnes (montagnes de Leibnitz, L96). La dernière entrée est L100, les tourbillons magnétiques de  Mer Marginale.

## Lunar 100 - liste
| L    | Nom                                                   | Signification                                                                                               | Lat. (°) | Long. (°) | Diam. (km) |
| L1   | La Lune                                               | Notre satellite                                                                                             | —        | —         | 3.476      |
| L2   | Lumière cendrée                                       | La lumière du Soleil deux fois reflétée                                                                     | —        | —         |            |
| L3   | Séparation mer/montagne                               | Deux matériaux avec compositions distinctes                                                                 | —        | —         |            |
| L4   | Monts Apennins                                        | Le bord du bassin Imbrium                                                                                   | 18.9N    | 3.7W      | 70         |
| L5   | Copernicus                                            | Archétype d'un grand cratère complexe                                                                       | 9.7N     | 20.1W     | 93         |
| L6   | Tycho                                                 | Grand cratère avec rayons et impacts (fusion)                                                               | 43.4S    | 11.1W     | 85         |
| L7   | Escarpement Altai                                     | Le bord du bassin Nectaris                                                                                  | 24.3S    | 22.6E     | 425        |
| L8   | Theophilus, Cyrillus, Catharina                       | Suite de cratères illustrant les étapes de dégradation                                                      | 13.2S    | 24.0E     | —          |
| L9   | Clavius                                               | Pas de caractéristiques de bassin en dépit de sa taille                                                     | 58.8S    | 14.1W     | 225        |
| L10  | Mare Crisium                                          | Mer contenue dans un grand bassin circulaire                                                                | 18.0N    | 59.0E     | 540        |
| L11  | Aristarchus                                           | Cratère très lumineux avec bandes sombres sur ses murs                                                      | 23.7N    | 47.4W     | 40         |
| L12  | Proclus                                               | Rayons d'impacts obliques                                                                                   | 16.1N    | 46.8E     | 28         |
| L13  | Gassendi                                              | Fond fracturé                                                                                               | 17.6S    | 40.1W     | 101        |
| L14  | Sinus Iridum                                          | Très grand cratère avec bord                                                                                | 45.0N    | 32.0W     | 260        |
| L15  | Mur droit                                             | Le meilleur exemple de faille lunaire                                                                       | 21.8S    | 7.8W      | 110        |
| L16  | Petavius                                              | Cratère avec fond bombé et fracturé                                                                         | 25.1S    | 60.4E     | 177        |
| L17  | Vallée de Schröter                                    | Rainure sinueuse gigantesque                                                                                | 26.2N    | 50.8W     | 168        |
| L18  | Bords sombres de Mer de la Sérénité\|Mare Serenitatis | Secteurs distincts de mer avec compositions différentes                                                     | 17.8N    | 23.0E     | N/A        |
| L19  | Vallée alpine                                         | Graben lunaire                                                                                              | 49.0N    | 3.0E      | 165        |
| L20  | Posidonius                                            | Cratère au fond fracturé                                                                                    | 31.8N    | 29.9E     | 95         |
| L21  | Fracastorius                                          | Cratère au fond fracturé et affaissé                                                                        | 21.5S    | 33.2E     | 124        |
| L22  | Plateau Aristarque (cratère)\|Aristarchus             | Zone d'uplift mystérieuse avec Roche pyroclastique\|des roches pyroclastiques                               | 26.0N    | 51.0W     | 150        |
| L23  | Pico                                                  | Fragment isolé du bassin Imbrium                                                                            | 45.7N    | 8.9W      | 25         |
| L24  | Rainure Hyginus                                       | Rainure avec fosses d'effondrement                                                                          | 7.4N     | 7.8E      | 220        |
| L25  | Messier et Messier A                                  | Paire d'impacts obliques                                                                                    | 1.9S     | 47.6E     | 11         |
| L26  | Mare Frigoris                                         | Mer d'origine incertaine                                                                                    | 56.0N    | 1.4E      | 1600       |
| L27  | Archimedes                                            | Grand cratère sans pic central                                                                              | 29.7N    | 4.0W      | 83         |
| L28  | Hipparchus                                            | Premier dessin historique d'un cratère                                                                      | 5.5S     | 4.8E      | 150        |
| L29  | Rainure Ariadaeus                                     | Graben long et linéaire                                                                                     | 6.4N     | 14.0E     | 250        |
| L30  | Schiller                                              | Impact oblique possible                                                                                     | 51.9S    | 39.0W     | 180        |
| L31  | Taruntius                                             | Cratère jeune à fond fracturé                                                                               | 5.6N     | 46.5E     | 56         |
| L32  | Arago Alpha et Beta                                   | Dômes volcaniques                                                                                           | 6.2N     | 21.4E     | 26         |
| L33  | Dorsale Serpentine                                    | Segment d'anneau intérieur de bassin                                                                        | 27.3N    | 25.3E     | 155        |
| L34  | Lacus Mortis                                          | Étrange cratère avec rainure et dorsale                                                                     | 45.0N    | 27.2E     | 152        |
| L35  | Rimae Triesnecker                                     | Complexe de rainures                                                                                        | 4.3N     | 4.6E      | 215        |
| L36  | Bassin Grimaldi                                       | Un petit bassin à deux anneaux                                                                              | 5.5S     | 68.3W     | 440        |
| L37  | Bailly                                                | Bassin difficilement discernable                                                                            | 66.5S    | 69.1W     | 303        |
| L38  | Sabine et Ritter                                      | Impacts jumeaux possibles                                                                                   | 1.7N     | 19.7E     | 30         |
| L39  | Schickard                                             | Fond de cratère avec une bande d'éjectats du Mare Orientale                                                 | 44.3S    | 55.3W     | 227        |
| L40  | Rima Janssen (cratère lunaire)                        | Rare exemple d'une rainure continentale                                                                     | 45.4S    | 39.3E     | 190        |
| L41  | Rayon de Bessel                                       | Rayon d'origine incertaine près de Bessel                                                                   | 21.8N    | 17.9E     | N/A        |
| L42  | Collines de Marius                                    | Complexe de dômes et des collines volcaniques                                                               | 12.5N    | 54.0W     | 125        |
| L43  | Wargentin                                             | Cratère comblé jusqu'au bord d'éjectas ou de lave                                                           | 49.6S    | 60.2W     | 84         |
| L44  | Mersenius                                             | Fond bombé criblé de cratères secondaires                                                                   | 21.5S    | 49.2W     | 84         |
| L45  | Maurolycus                                            | Région saturée par la cratérisation                                                                         | 42.0S    | 14.0E     | 114        |
| L46  | Pic central de Regiomontanus                          | Pic volcanique possible                                                                                     | 28.0S    | 0.6W      | 124        |
| L47  | Taches sombres dans Alphonsus                         | Halos sombres d'éruptions dans le fond du cratère                                                           | 13.7S    | 3.2W      | 119        |
| L48  | Région de Cauchy                                      | Failles, rainures et dômes                                                                                  | 10.5N    | 38.0E     | 130        |
| L49  | Gruithuisen Delta et Gamma                            | Dômes volcaniques formés par de la lave visqueuse                                                           | 36.3N    | 40.0W     | 20         |
| L50  | Plaines de Cayley                                     | Plaines douces et réfléchissantes d'origine incertaine                                                      | 4.0N     | 15.1E     | 14         |
| L51  | Catena Davy                                           | Chaîne de cratères formée d'impacts de fragments de comète                                                  | 11.1S    | 6.6W      | 50         |
| L52  | Crüger                                                | Possible caldeira volcanique                                                                                | 16.7S    | 66.8W     | 45         |
| L53  | Lamont                                                | Possible bassin enfoui                                                                                      | 4.4N     | 23.7E     | 106        |
| L54  | Rainure d'Hippalus                                    | Rainures concentriques autour du bassin de Mare Humorum                                                     | 24.5S    | 29.0W     | 240        |
| L55  | Baco                                                  | Aspect inhabituellement adouci du fond du cratère et des plaines environnantes                              | 51.0S    | 19.1E     | 69         |
| L56  | Bassin de Australe                                    | Un ancien bassin partiellement comblé                                                                       | 49.8S    | 84.5E     | 880        |
| L57  | Reiner Gamma                                          | Anomalie magnétique avec torsades bien visibles                                                             | 7.7N     | 59.2W     | 70         |
| L58  | Vallis Rheita                                         | Chaînes de cratères secondaires de la formation d'un bassin                                                 | 42.5S    | 51.5E     | 445        |
| L59  | Bassin Schiller-Zucchius                              | Bassin fortement dégradé souvent négligé                                                                    | 56.0S    | 45.0W     | 335        |
| L60  | Kies Pi                                               | Dôme volcanique                                                                                             | 26.9S    | 24.2W     | 45         |
| L61  | Mösting A                                             | Simple cratère proche du centre de la face visible                                                          | 3.2S     | 5.2W      | 13         |
| L62  | Rümker                                                | Grand dôme volcanique                                                                                       | 40.8N    | 58.1W     | 70         |
| L63  | Sculpture d'Imbrium                                   | Éjectas du bassin de Mare Imbrium proches de Boscovich et Julius Caesar et qui les recouvrent partiellement | 11.0N    | 12.0E     | —          |
| L64  | Descartes                                             | Site d'atterrissage d'Apollo 16, suspecté d'être une région de volcanisme continental                       | 11.7S    | 15.7E     | 48         |
| L65  | Dômes d'Hortensius                                    | Champ de dômes au nord d'Hortensius                                                                         | 7.6N     | 27.9W     | 10         |
| L66  | Rima Mont Hadley                                      | Chenal de lave proche du site d'atterrissage d'Apollo 15                                                    | 25.0N    | 3.0E      | —          |
| L67  | Formation de Fra Mauro                                | Site d'atterrissage d'Apollo 14 sur un éjecta de Mare Imbrium                                               | 3.6S     | 17.5W     | —          |
| L68  | Flamsteed P                                           | Jeune cratère volcanique possible et site d'atterrissage de Surveyor 1                                      | 3.0S     | 44.0W     | 112        |
| L69  | Cratères secondaires de Copernicus                    | Rayons et craterlets près de Pytheas                                                                        | 19.6N    | 19.1W     | 4          |
| L70  | Bassin d'Humboldt                                     | Bassin d'impact à anneaux multiples                                                                         | 57.0N    | 80.0E     | 650        |
| L71  | Couche sombre de Sulpicius Gallus                     | Éruptions de cendres au nord-ouest du cratère                                                               | 19.6N    | 11.6E     | 12         |
| L72  | Cratères à halos sombres d'Atlas                      | Pics volcaniques explosifs dans le fond du cratère                                                          | 46.7N    | 44.4E     | 87         |
| L73  | Bassin de Smythii                                     | Mer et escarpements du bassin, difficiles à observer                                                        | 2.0S     | 87.0E     | 740        |
| L74  | Copernicus H                                          | Cratère d'impact à halo sombre                                                                              | 6.9N     | 18.3W     | 5          |
| L75  | Ptolemaeus B                                          | Dépression en forme de soucoupe dans le fond du cratère                                                     | 8.0S     | 0.8W      | 16         |
| L76  | W. Bond (cratère)                                     | Grand cratère dégradé par les éjectas de Mare Imbrium                                                       | 65.3N    | 3.7E      | 158        |
| L77  | Sirsalis Rille                                        | Rainures radiales orientées vers le bassin d'Oceanus Procellarum                                            | 15.7S    | 61.7W     | 425        |
| L78  | Lambert R                                             | Un cratère 'fantôme' enfoui                                                                                 | 23.8N    | 20.6W     | 54         |
| L79  | Sinus Aestuum                                         | Couche sombre de dépôts volcaniques à l'est                                                                 | 12.0N    | 3.5W      | 90         |
| L80  | Bassin de Mare Orientale                              | Le plus jeune des grands bassins d'impacts                                                                  | 19.0S    | 95.0W     | 930        |
| L81  | Hesiodus A                                            | Cratères concentriques                                                                                      | 30.1S    | 17.0W     | 15         |
| L82  | Linné                                                 | Petit cratère dont on avait cru à la disparition                                                            | 27.7N    | 11.8E     | 2.4        |
| L83  | Craterlets de Platon                                  | Les excavations des cratères sont à la limite de la détection                                               | 51.6N    | 9.4W      | 101        |
| L84  | Pitatus                                               | Cratère à rainures concentriques                                                                            | 29.8S    | 13.5W     | 97         |
| L85  | Système de rayons de Langrenus                        | Ancien système de rayons                                                                                    | 8.9S     | 60.9E     | 132        |
| L86  | Rimae Prinz                                           | Complexe de rainures près du cratère Prinz                                                                  | 27.0N    | 43.0W     | 46         |
| L87  | Humboldt                                              | Cratère avec pics centraux et taches sombres                                                                | 27.0S    | 80.9E     | 207        |
| L88  | Peary                                                 | Cratère polaire difficile à observer                                                                        | 88.6N    | 33.0E     | 74         |
| L89  | 'Dôme de saint-Valentin'                              | Dôme volcanique                                                                                             | 30.5N    | 10.1E     | 30         |
| L90  | Armstrong, Aldrin et Collins                          | Petits cratères près du site d'atterrissage d'Apollo 11                                                     | 1.3N     | 23.7E     | 3          |
| L91  | Rainure de De Gasparis                                | Zone aux nombreuses rainures                                                                                | 25.9S    | 50.7W     | 30         |
| L92  | Vallée de Gyldén                                      | Une partie de l'abrasion radiale par le bassin de Mare Imbrium                                              | 5.1S     | 0.7E      | 47         |
| L93  | Rayons de Dionysius                                   | Rayons sombres inhabituelles                                                                                | 2.8N     | 17.3E     | 18         |
| L94  | Drygalski                                             | Grand cratère de la région du pôle sud                                                                      | 79.3S    | 84.9W     | 162        |
| L95  | Bassin d'Procellarum                                  | Le plus grand bassin de la Lune?                                                                            | 23.0N    | 15.0W     | 3200       |
| L96  | Monts Leibnitz                                        | Bordure du bassin Pôle Sud-Aitken                                                                           | 85.0S    | 30.0E     | —          |
| L97  | Vallis Inghirami                                      | Éjecta du bassin de Mare Orientale                                                                          | 44.0S    | 73.0W     | 140        |
| L98  | Coulées de lave de Mare Imbrium                       | Limites des coulées de lave de Mare Imbrium                                                                 | 32.8N    | 22.0W     | —          |
| L99  | Ina                                                   | Caldeira volcanique récente en forme de 'D'                                                                 | 18.6N    | 5.3E      | 3          |
| L100 | Tourbillons de Mare Marginis                          | Possible champ magnétique résiduel                                                                          | 18.5N    | 88.0E     | —          |